# Mont-de-Marsan
Mont-de-Marsan is een gemeente in het Franse departement Landes (regio Nieuw-Aquitanië) en telt 29.554 inwoners (2017). De plaats is de prefectuur (hoofdstad) van het departement Landes en van het arrondissement Mont-de-Marsan.

## Geschiedenis
Mont-de-Marsan werd gesticht tussen 1135 en 1141 door Pierre de Marsan en werd de hoofdstad van het burggraafschap Marsan. De plaats was gunstig gelegen op de samenvloeiing van twee rivieren. Pierre de Marsan sloot een akkoord met de abt van de Abdij van Saint-Sever die de naburige parochies in bezit had. De abdij kreeg een priorij binnen de muren van het castelnau. De plaats was volledig ommuurd en werd verder verdedigd door een kasteel (castelnau). De plaats had een drukke rivierhaven op de Midouze. In de 14e eeuw breidde Gaston III van Foix-Béarn het castelnau uit en bouwde het Château de Nolibos op de noordoostelijke hoek van de stadsmuur. Hij versterkte ook het oostelijk deel van de stadsmuur. Tot 1453 bleef de stad in de Engelse invloedssfeer en ze heeft weinig geleden onder de Honderdjarige Oorlog. Dit was anders tijdens de Hugenotenoorlogen.
In de 17e en de 18e eeuw groeide de stad tot buiten haar stadsmuren. Aan het einde van de 18e eeuw werden de militaire versterkingen, die hun nut hadden verloren, ontmanteld en in de plaats kwamen pleinen en lanen. In 1790 werd de stad prefectuur van het departement Landes. In de 19e eeuw verloor de rivierhaven aan belang. De 19e eeuw bracht veranderingen in de landbouw. Er werd geëxperimenteerd met tuinbouw en de aspergeteelt werd geïntroduceerd. Tussen 1874 en 1998 was er een legerkazerne in de stad. Tussen 1876 en 1922 was het 34e Infanterieregiment gelegerd in deze Caserne Bosquet.
In 1866 werden de gemeenten Saint-Jean-l’Août, Nonères en Saint-Médard-de-Beausse bij Mont-de-Marsan gevoegd alsook het noordelijk deel van Saint-Pierre-du-Mont.

## Geografie
De oppervlakte van Mont-de-Marsan bedraagt 36,9 km², de bevolkingsdichtheid is 799,2 inwoners per km².
In de gemeente stromen de Midou en de Douze samen om de Midouze te vormen.
De onderstaande kaart toont de ligging van Mont-de-Marsan met de belangrijkste infrastructuur en aangrenzende gemeenten.

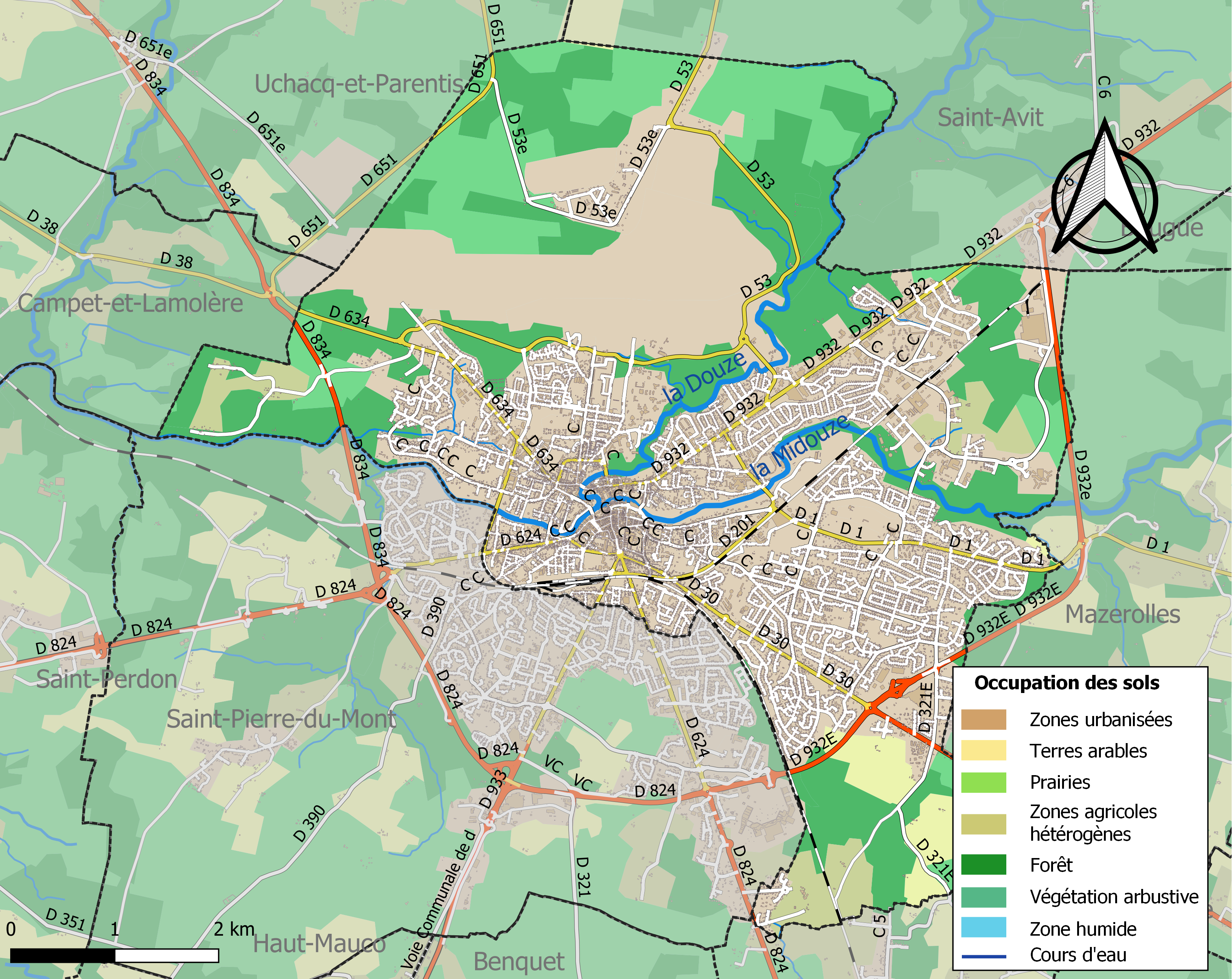

## Verkeer en vervoer
In de gemeente ligt spoorwegstation Mont-de-Marsan.

## Demografie
Onderstaande figuur toont het verloop van het inwonertal (bron: INSEE-tellingen).

## Bezienswaardigheden
Het Musée Despiau-Wlérick werd geopend in 1968 in 14e-eeuwse gebouwen waaronder de donjon Lacataye. Het is een museum voor beeldhouwkunst. Verspreid over de stad staan verschillende beelden van Robert Wlérick.

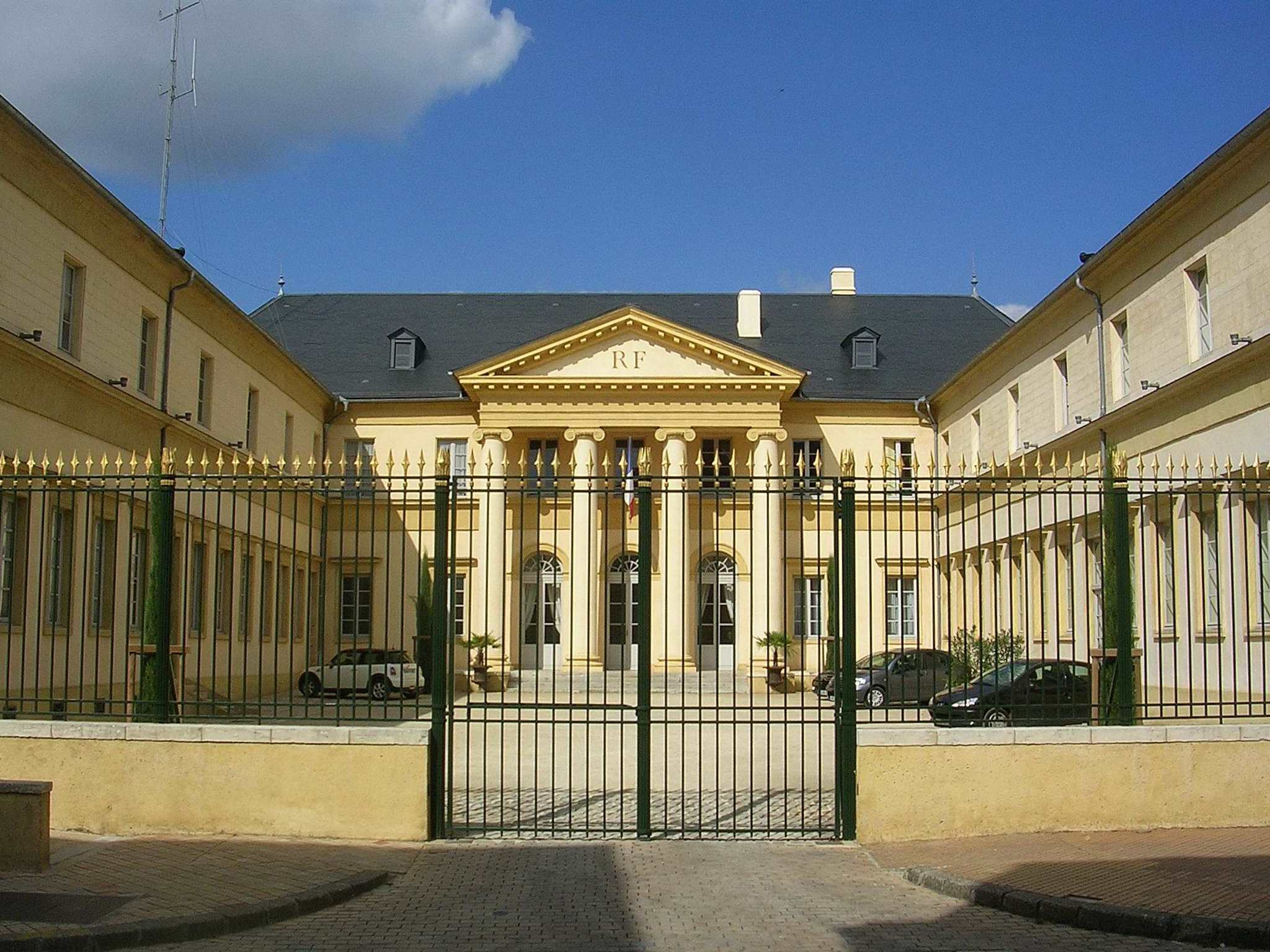
Prefectuur
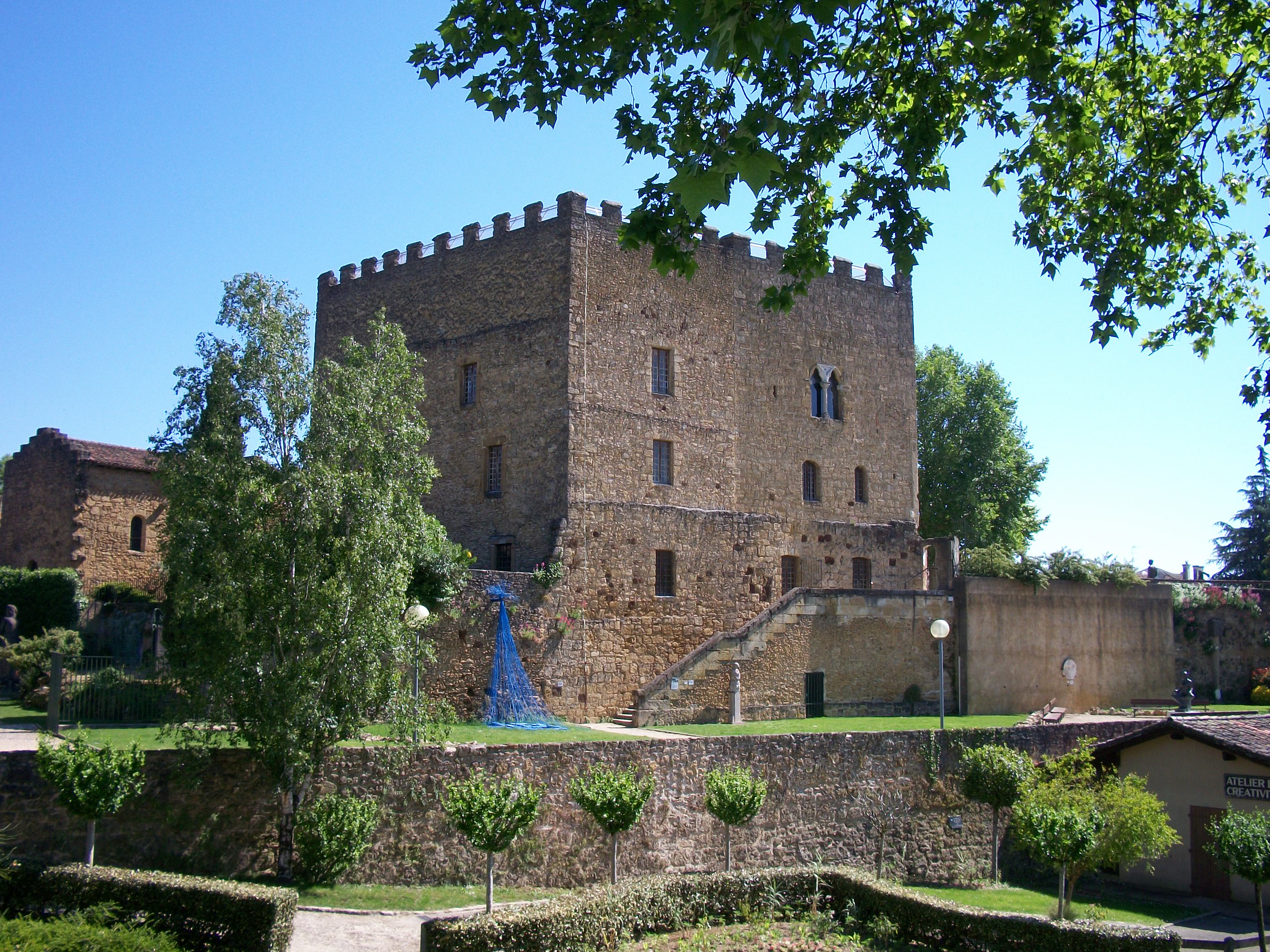
Donjon Lacataye
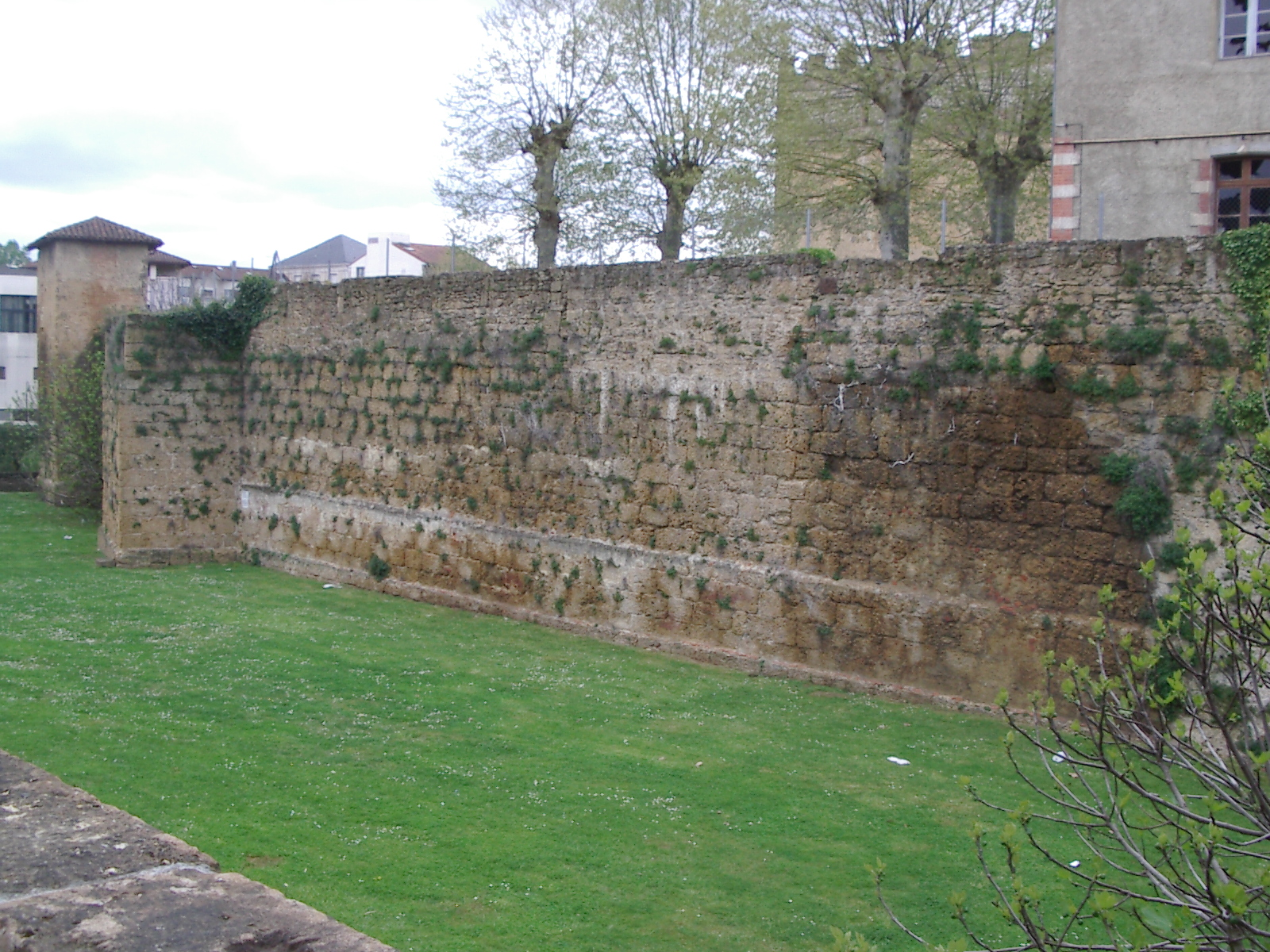
Stadsmuur
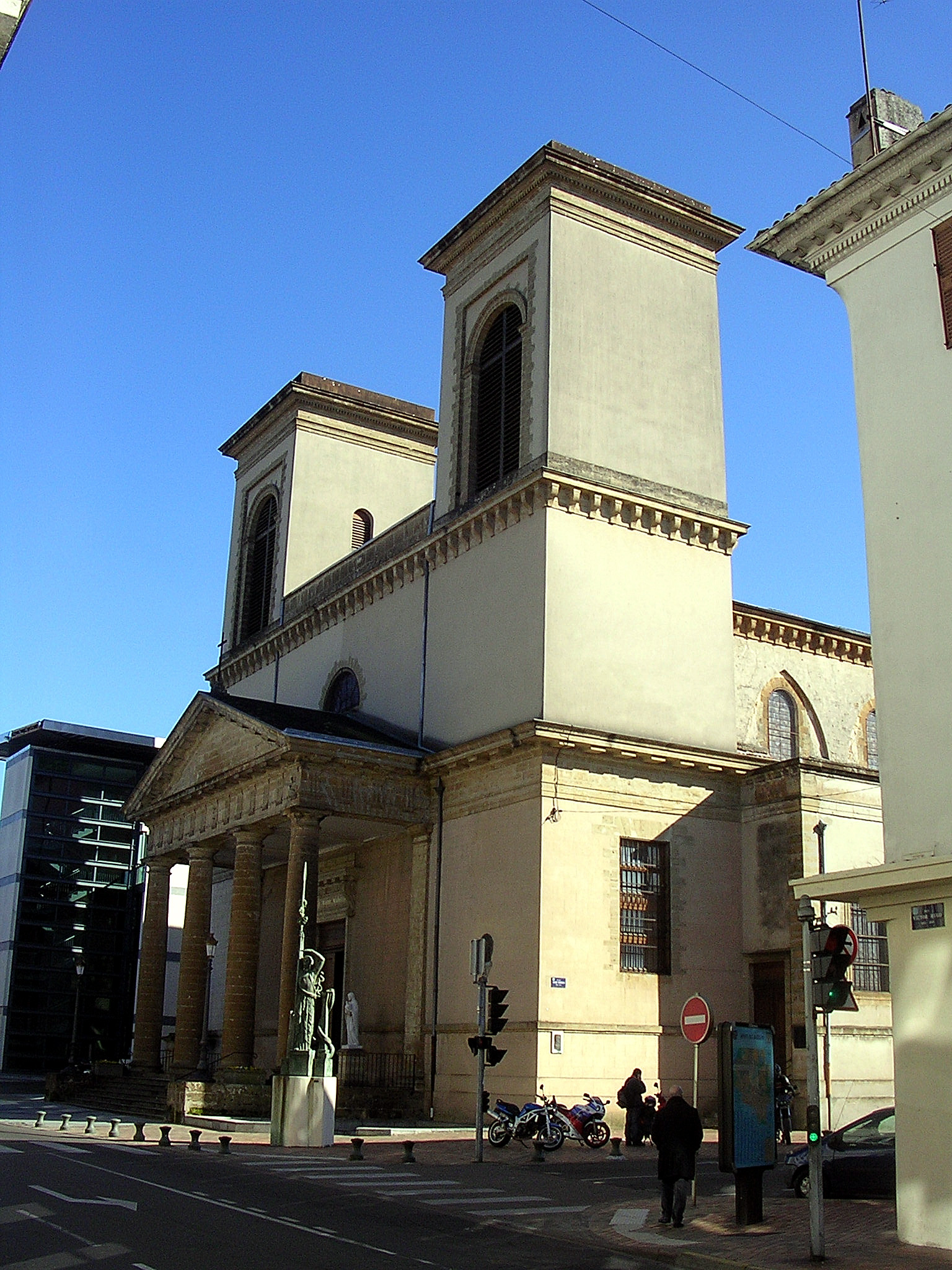
Église de la Madeleine
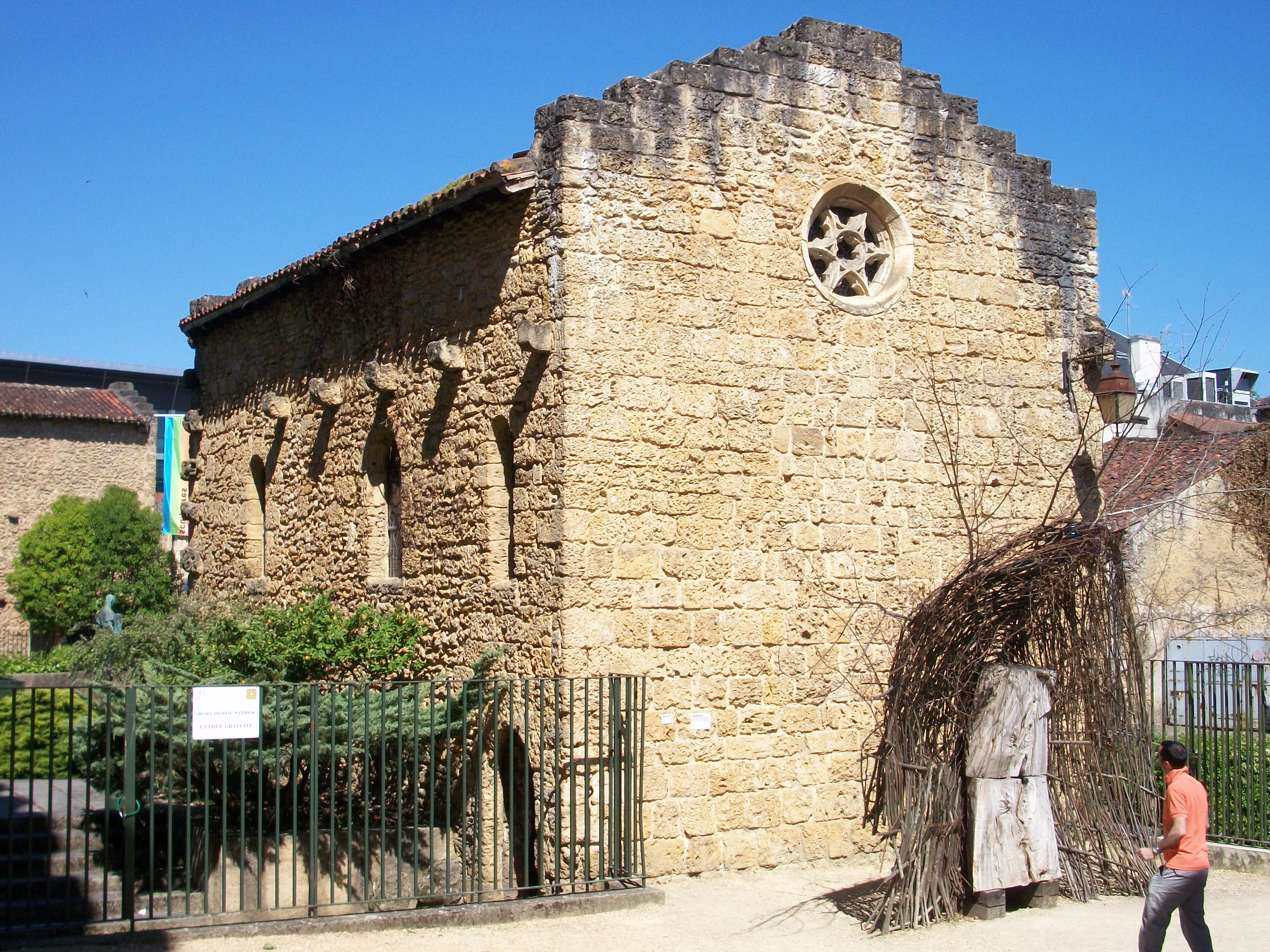
Romaanse kapel
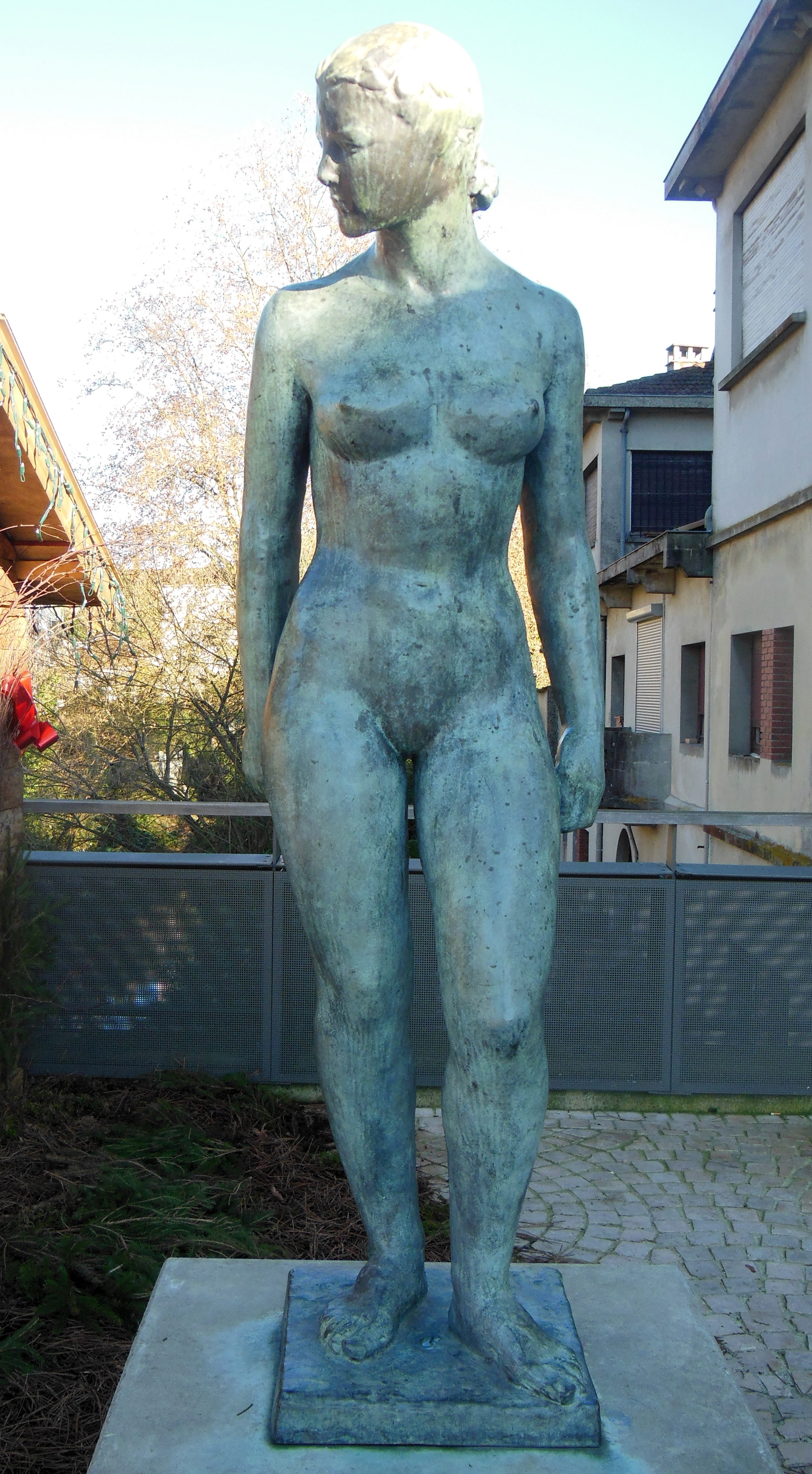
Assia van Charles Despiau
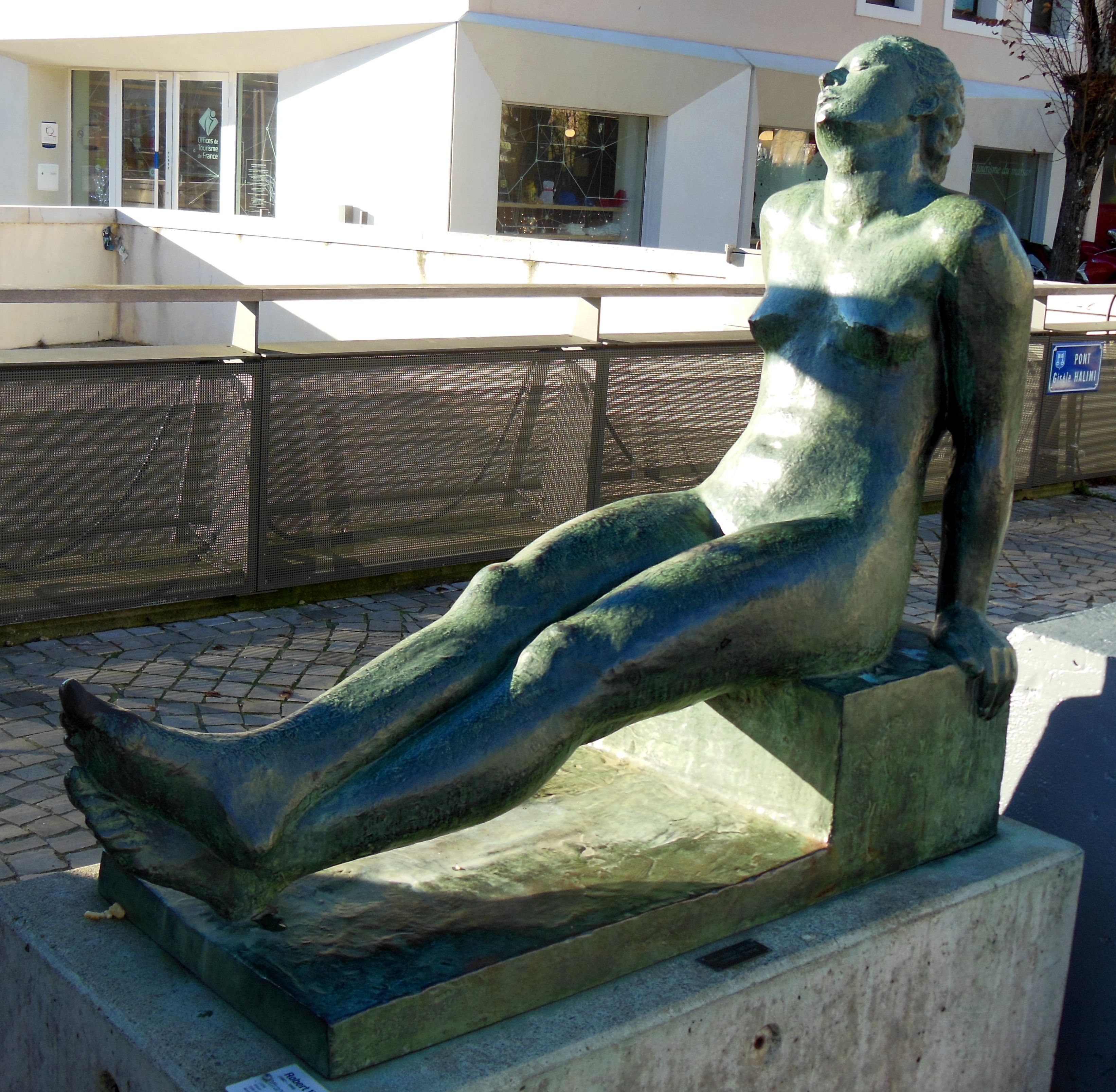
Offrande van Robert Wlérick

## Sport
In de gemeente spelen de basketbalclub Basket Landes en de rugbyclub Stade Montois Rugby club. Mont-de-Marsan was drie keer startplaats van een etappe in wielerkoers Ronde van Frankrijk. Dit was voorlopig voor het laatst het geval op 7 juli 2023.

## Bekende inwoners

### Geboren
- Jean Falba (1766-1848), militair en brigadegeneraal
- Charles Despiau (1874-1946), beeldhouwer
- Robert Wlérick (1882-1944), beeldhouwer
- Pierre Treillet (1918-2005), verzetsstrijder
- Alain Juppé (1945), politicus
- Jean van de Velde (1966), golfspeler
- Fabien Vehlmann (1972), stripauteur
- Loïs Diony (1992), voetballer
- Gaëtan Laborde (1994), voetballer

### Overleden
- Catharina van Navarra (1468-1517), koningin van Navarra
- Henri Duparc (1848-1933), componist